# Geschundenes Moor
Geschundenes Moor ist ein Dokumentarfilm des DEFA-Dokumentarfilm GmbH aus dem Jahr 1990. Er entstand im Auftrag des Deutschen Fernsehfunks unter der Regie von Siegfried Bergmann.

## Handlung
Dieser Film beschäftigt sich mit dem Verschwinden der Moore. Etwa seit dem Beginn der 1960er Jahre wird so stark in das Bestehen der Moore eingegriffen, dass es nur wenige Jahre brauchte, bis sie, als Folge eines unverantwortlichen Handelns, zerstört waren. 
Als Beispiel wird die Friedländer Große Wiese genommen, auf der
Jugendliche aus der gesamten DDR, in dem Glauben damit Gutes zu tun, mit der komplexen Melioration beginnen. Dieses Ereignis wird zu dieser Zeit für so wichtig eingeschätzt, dass sogar die DEFA-Wochenschau in den Kinos darüber berichtet. Hier soll, obwohl einige Wissenschaftler davor warnen, auf einer Fläche von 35.000 Hektar die Moorlandschaft für die landwirtschaftliche Nutzung aufbereitet werden. Dafür wird zu Beginn der Arbeiten, der Wasserspiegel um einen Meter gesenkt. Die Entwässerung eines Moores ist leicht, jedoch beginnt es nach einiger Zeit deshalb zu sterben. 
Es werden Beispiele für die positiven Seiten intakter Moore gezeigt. So geben sie verschiedenen Tieren, Insekten und auch Pflanzen, die sogar auf die besonderen Eigenheiten der Natur angewiesen sind, eine hervorragende Heimstatt. Der größte Vorteil ist, dass die Moore in erster Linie Wasserspeicher sind, denn der Torf, der sich aus abgestorbenen Pflanzen zusammensetzt, besteht aus etwa 90 Prozent Wasser, welches für die Umwelt lebensnotwendig ist. 
Durch die Absenkung des Grundwassers verändert sich die Struktur des Bodens, er wird fest und kann dadurch kein Wasser mehr aufnehmen, speichern sowie wieder abgeben. Die Niederschläge fließen oberflächlich wieder ab oder sie verdunsten. Doch nicht nur in der DDR wurden die Moore vernichtet, in ganz Europa sind im Jahr 1990 mindestens 1/3 der Flächen verschwunden. So gibt es in den Niederlanden überhaupt keine Moore mehr, weshalb sich niederländische Wissenschaftler und Studenten in Deutschland mit dem Aufbau der Moore beschäftigen. Eines der interessantesten funktionierenden Moore im östlichen Tiefland Deutschlands befindet sich im Peenetal, zwischen Jarmen und Anklam. 
Das Gegenteil davon sind die Friedländer Wiesen mit ihrer großflächigen Eintönigkeit. Hier sind keine interessanten Pflanzen und Vögel mehr zu entdecken. Durch die Melioration wurden dem Moor unwiederbringlich pro Hektar zwei Millionen Liter Wasser entzogen, dadurch sackte das Moor um 1/4 bis 1/3 seines ehemaligen Bestands. War früher das Moor ein Wasserüberschussgebiet, muss es heute zusätzlich künstlich bewässert werden. Damit die Moore sich wieder regenerieren, wird ein Zeitraum von 100 bis 200 Jahren veranschlagt, wofür sich aber die zukünftigen Generationen einsetzen müssen und eine finanzielle Absicherung erforderlich ist.

## Produktion und Veröffentlichung
Geschundenes Moor ist ein farbiger Dokumentarfilm, der von der DEFA-Dokumentarfilm GmbH, Abteilung Biologiefilm im Auftrag des Deutschen Fernsehfunks im Jahr 1990 fertiggestellt wurde. Eine erste bekannte Ausstrahlung erfolgte am 11. Februar 1992 vom ORB.
Für die Dramaturgie war Christine Bergmann verantwortlich.